# Robert Morison
Robert Morison (Aberdeen, 1º gennaio 1620 – Londra, 10 novembre 1683) è stato un botanico e tassonomista scozzese.
Fu un anticipatore di John Ray; egli sviluppò la prima classificazione sistematica delle piante.

## Biografia
Nato ad Aberdeen, Morison era uno studente eccezionale e conseguì il diploma di Master of Arts nell'Università di Aberdeen all'età di 18 anni. Durante la Guerra civile inglese si unì ai Cavalier Realisti e fu ferito gravemente nel corso della battaglia del Bridge of Dee (1639).
Dopo la guarigione, fuggì in Francia, quando fu evidente che la causa era persa.
Nel 1648 conseguì il dottorato in Medicina all'Università di Angers, in Francia, e da allora si dedicò interamente allo studio della Botanica.
Studiò a Parigi sotto la guida di Vespasian Robin, botanico del Re di Francia, che lo presentò a Gastone, Duca di Orleans. A seguito della raccomandazione di Robin, divenne direttore dei Giardini Reali di Blois, un incarico che tenne per i dieci anni seguenti. 
Nel 1660, nonostante tentativi per indurlo a restare in Francia, a seguito della Restaurazione, Morison ritornò in Inghilterra, divenendo medico di Carlo II, nonché suo botanico e sovrintendente a tutti i giardini reali, con un salario di 200 sterline all'anno e una casa gratuita. 
In precedenza, nel 1621, Henry Danvers, Conte di Danby, aveva donato 250 sterline all'Università di Oxford per l'acquisto di terreni per un "Giardino fisico". Allo stesso tempo, il Conte lasciò in eredità "alcune rendite" per finanziare una cattedra in Botanica all'Università. Nel 1669 Morison divenne il primo Professore di Botanica, un posto che conservò fino al 1683.
Nell'anno in cui incominciò ad insegnare a Oxford, Morison pubblicò Praeludia Botanica, un'opera che evidenziò l'utilizzo della struttura dei frutti delle piante per la loro classificazione.
A quel tempo, la classificazione si focalizzava sull'habitat e le proprietà medicinali delle piante e le critiche che Morison muoveva ai sistemi promossi da botanici quali Jean e Gaspard Bauhin procurarono rabbia tra i suoi contemporanei.
Nella prefazione della sua opera Plantarum Umbelliferarum Distributio Nova (1672), Morison affermò in maniera definitiva i principi del suo metodo e fu la prima persona in assoluto a scrivere una "monografia di un gruppo specifico di piante", le Umbelliferae.

## Morte
Morison fu ferito in maniera accidentale da un palo di un carro mentre attraversava una strada il 9 novembre 1683 e morì il giorno seguente nella sua casa di Green Street, Leicester-fields. 
Fu sepolto nella chiesa di St Martin-in-the-Fields, Westminster.

## Eredità
Al momento della sua morte, l'opus magnum di Morison, l'Historia Plantarum Universalis Oxoniensis, rimase incompiuta, con un solo volume pubblicato nel 1680, che forniva dettagli riguardo a 15 classi del suo sistema di classificazione.
L'Università di Oxford diede quindi incarico a Jacob Bobart il Giovane, che, alla morte di suo padre Jacob Bobart il Vecchio, pubblicò una seconda e ultima parte della Historia nel 1699, che comprendeva le rimanenti dieci sezioni sulle piante erbacee.
Verso il 1737, in una lettera al naturalista svizzero Albrecht von Haller, Carlo Linneo scrisse: 
«Morison era orgoglioso, anche se egli non poteva essere sufficientemente lodato per aver rinvigorito un sistema che stava per scomparire.
Se si osservano i generi redatti da Tournefort, si ammette immediatamente quanto egli dovesse a Morison, tanto quanto Tournefort era indebitato con il Cesalpino, sebbene lo stesso Tournefort fosse un investigatore coscienzioso. 
Tutto ciò che c'è di buono in Morrison, è preso da Cesalpino, sotto la cui guida egli vagabonda alla ricerca di affinità naturali piuttosto che alla ricerca di personaggi».
All that is good in Morison is taken from Cesalpino, from whose guidance he wanders in pursuit of natural affinities rather than of characters.

## Opere

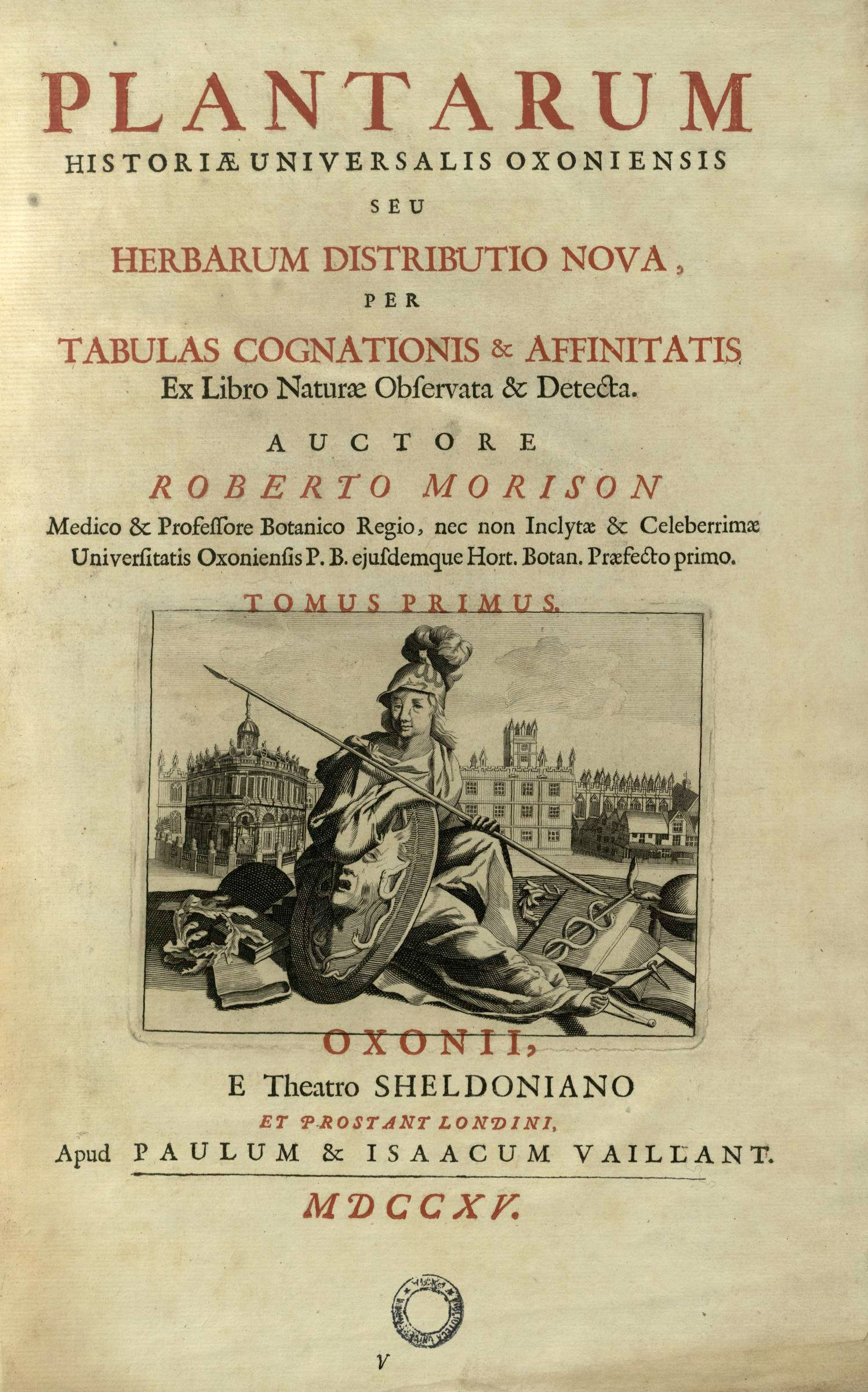
Historia plantarum universalis oxoniensis, 1715

- Praeludia Botanica (1669) Un piccolo volume in octavo di circa 500 pagine composte da:

- (pp. 1—347): Hortus Regius Blesensis Auctus.
- (pp. 351—459): Hallucinationes Caspari Bauhini in Pinace, item Animadversiones in tres Tomos Universalis Historiae Johannis Bauhini.
- (pp. 463—499): Dialogus inter Socium Collegii Regii Gresham dicti et Botanographum Regium.
- Plantarum Umbelliferarum Distributio Nova, per Tabulas Cognationis et Affinitatis, ex Libra Naturae observata et detecta (1672).
- Historia Plantarum Universalis Oxoniensis (Vol 1 1680)
- (LA) Historia plantarum universalis oxoniensis, vol. 1, Oxford, Theatrum Sheldonianum, 1715.
- (LA) Historia plantarum universalis oxoniensis, vol. 2, Oxford, Theatrum Sheldonianum, 1715.

| Morison è l'abbreviazione standard utilizzata per le piante descritte da Robert Morison. Consulta l'elenco delle piante assegnate a questo autore dall'IPNI. |

L'abbreviazione standard Morison può essere utilizzata per indicare questa persona nel citare un nome botanico. Siccome i nomi di piante pubblicati prima del 1º maggio 1753 non hanno alcuna ufficialità, l'abbreviazione di questi botanici pre-linneiani è raramente utilizzata.